# Entente
Entente (franska, samförstånd) är ett politiskt vänskapsförhållande mellan stater, vilket inte tagit formen av fast allians. Begreppet har varit brukligt sedan början av 1600-talet.
Entente var ett använt uttryck av franske konungen Ludvig Filip på 1840-talet för de då goda politiska förhållanden som rådde mellan Frankrike och England.
Mest bekant är termen ”entente cordiale” som beteckning för det “hjärtliga samförståndet” mellan Frankrike och England 1904.
Sedan Ryssland, som redan var i förbund med Frankrike, 1907 gjort upp vissa mellanhavanden med England blev termen trippelententen ofta använd för att beteckna det utrikespolitiska samarbetet mellan dessa tre stormakter.
Under första världskriget fick uttrycket en större räckvidd, då Belgien, Italien och andra med England-Frankrike samverkande makter även gärna innefattades under ”ententen”. Termen utbyttes dock under krigets gång mot benämningen “de allierade” eller “de allierade och associerade makterna”.